# Beira Litoral

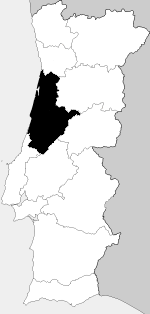
położenie prowincji Beira Litoral

Beira Litoral – prowincja w Portugalii położona między miastami Figueira da Foz i Porto. Na wybrzeżu ośrodki turystyczne, wewnątrz prowincji żyzne gleby. Głównymi artykułami handlowymi są sól i wodorosty. Główne miasto: Coimbra.